# Guaza de Campos

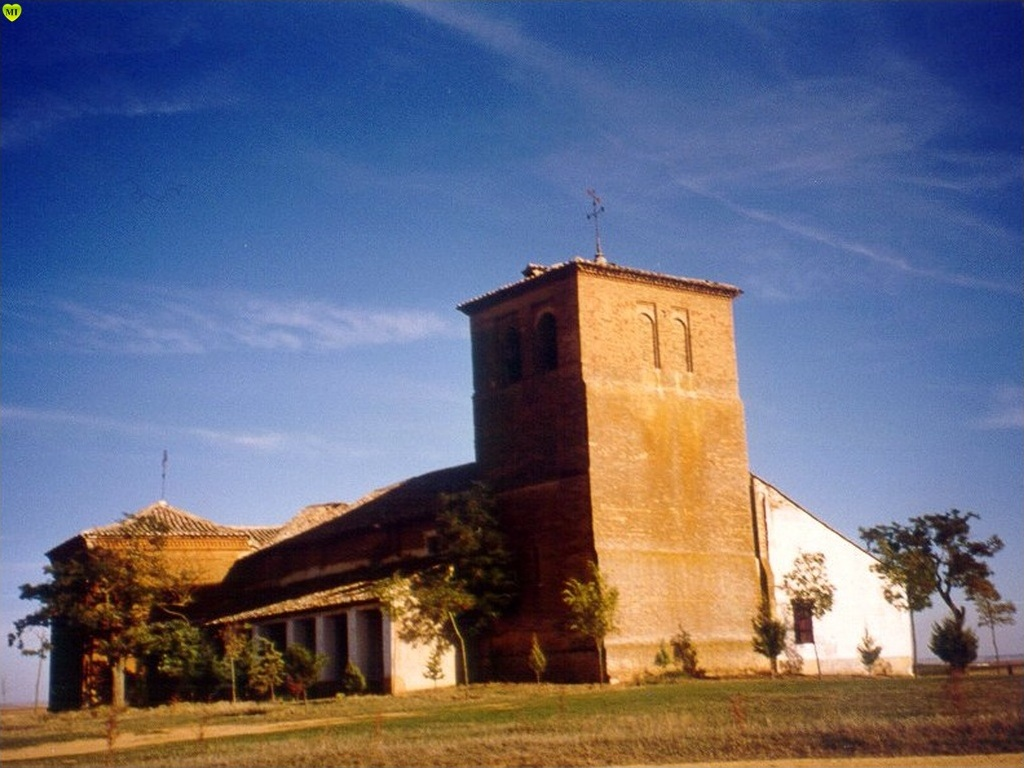
Ermita del Santo Cristo de Acebes

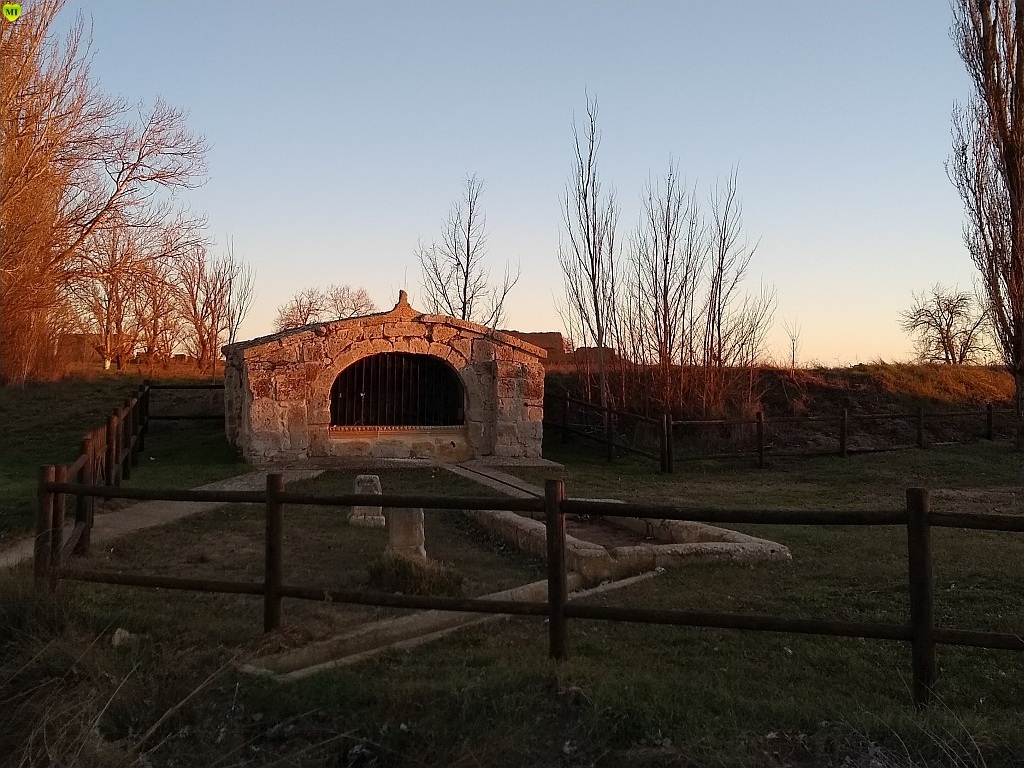
Fuente y pilón

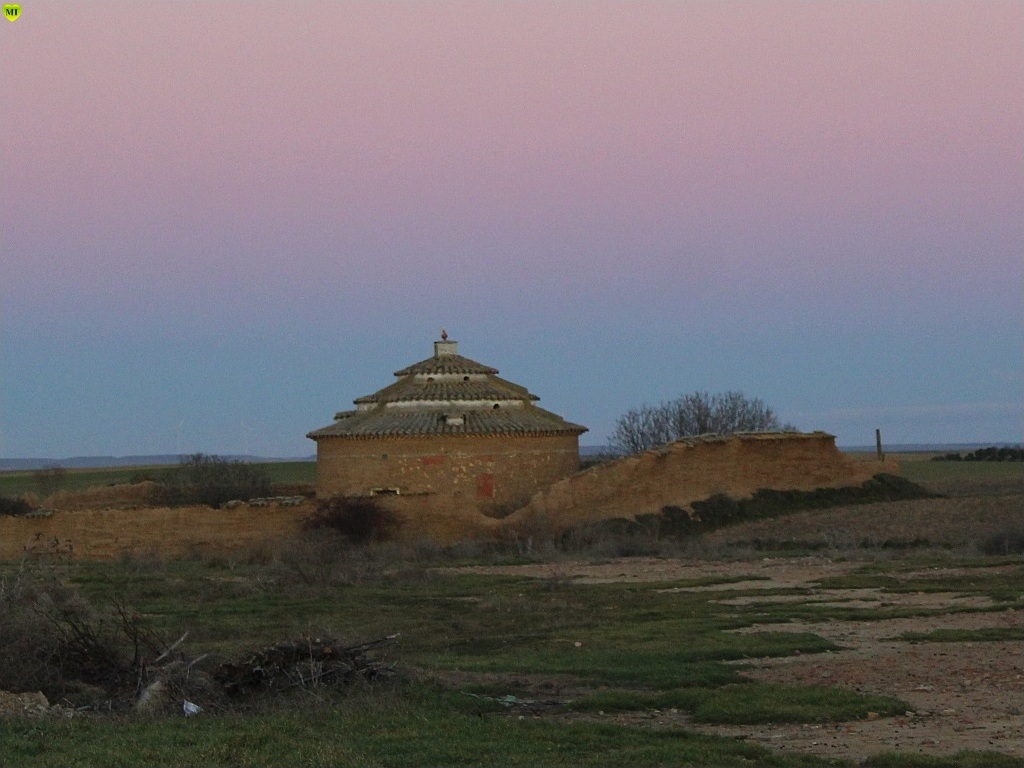
Palomar

Guaza de Campos es una localidad y municipio español perteneciente a la provincia de Palencia, comunidad autónoma de Castilla y León, España.

## Geografía
En la comarca de Tierra de Campos, dista 42 km de la capital. Limita al norte con Boadilla de Rioseco, al este con Mazuecos de Valdeginate, Frechilla y Autillo de Campos, al sur con Villarramiel y al oeste con Herrín de Campos (Valladolid). Pertenecía al extinto partido judicial de Frechilla, y en la actualidad corresponde a Palencia.

### Medio natural
El término municipal está integrado dentro de la Zona de especial protección para las aves denominada La Nava - Campos Norte perteneciente a la Red Natura 2000.

## Historia
El primer documento conocido en el que aparece el nombre de Guaza data del año 963, en él Ferdinandus Avol Haceves realiza donación de unas posesiones que tenía en esa villa al monasterio de Sahagún.
Perteneció a la orden de Santiago desde 1199 hasta que Carlos I la vendió en 1542 a D. Pedro de Zúñiga, marqués de Águila-Vente, uniéndose dicho señorío con el del duque de Abrantes, el cual se mantuvo hasta la conclusión de la Guerra de la Independencia.
A la caída del Antiguo Régimen la localidad se constituye en municipio constitucional en el partido de Frechilla , conocido entonces como Guaza y que en el censo de 1842 contaba con 130 hogares y 676 vecinos.

## Geografía humana

### Demografía
Cuenta con una población de 55 habitantes (INE 2024).
| Gráfica de evolución demográfica de Guaza de Campos entre 1842 y 2021 |
| |
| Población de derecho según los censos de población del INE Población de hecho según los censos de población del INEEn estos censos se denominaba Guaza: 1842, 1857, 1860, 1877, 1887 y 1897 |

| 1900 | 1910 | 1920 | 1930 | 1940 | 1950 | 1960 | 1970 | 1981 | 1991 |
| 595  | 558  | 485  | 439  | 440  | 444  | 388  | 224  | 122  | 108  |

### Economía

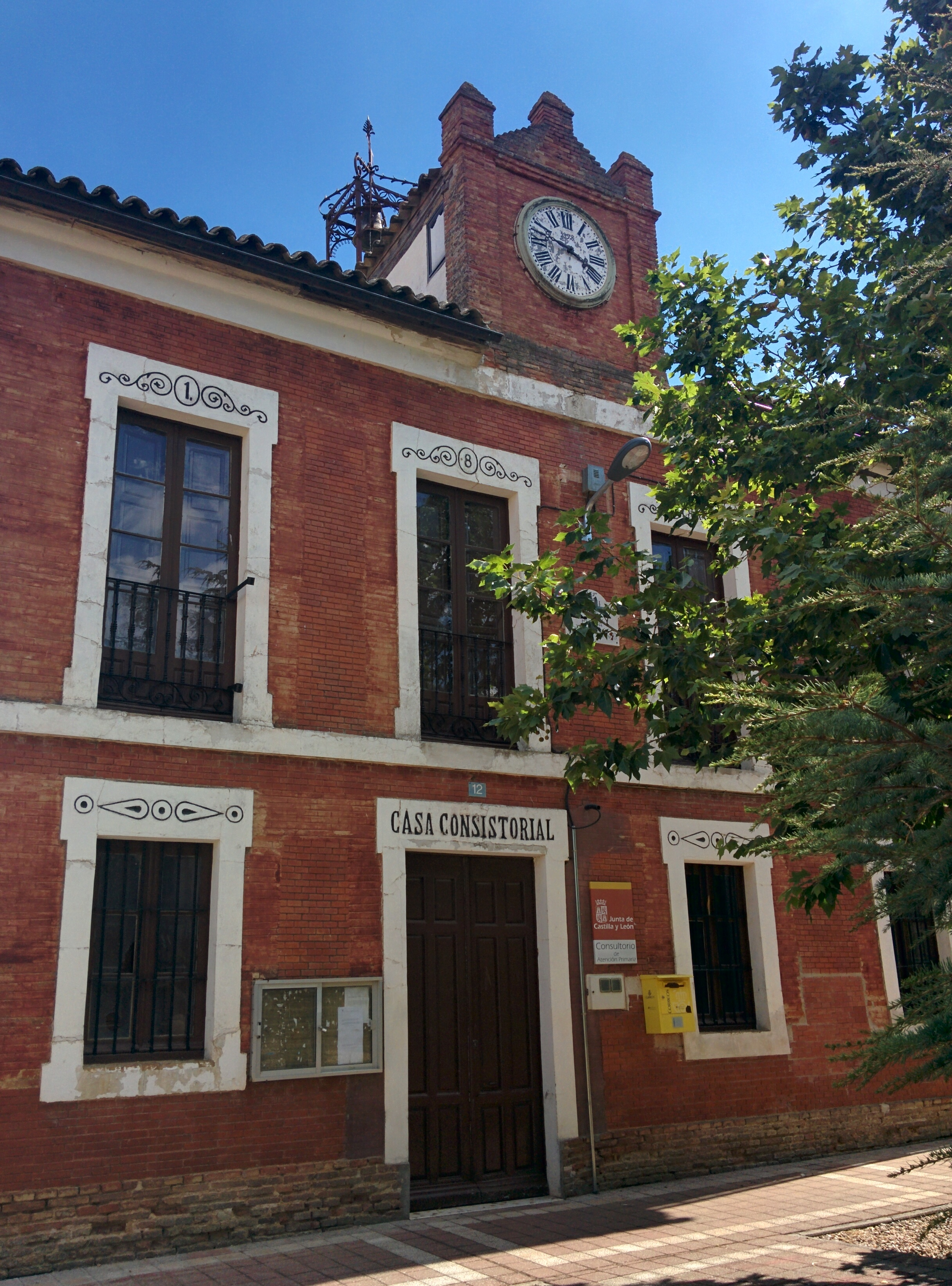
Casa consistorial

Las actividades son la agricultura de secano y la ganadería (principalmente ovina).

## Cultura

### Patrimonio
- Iglesia parroquial de la Asunción, interesante obra neoclásica de finales del siglo XVIII proyectada por el arquitecto de la Real Academia de San Fernando Manuel Turrillo,[5] contiene una imagen atribuida a Pedro Berruguete.
- Ermita del Santo Cristo de Acebes.
- Fuente de posible origen medieval.
- En la Edad Media poseía muralla de tapial rodeando la población; en agosto de 1999 fue derribada la última puerta, la conocida como puerta de Santa Ana, situada al norte.

### Fiestas
- Cristo de Acebes (domingo de Pentecostés)
- Nuestra Señora y San Roque (15 y 16 de agosto)